# Női 200 méteres mellúszás a 2015. évi nyári európai ifjúsági olimpiai fesztiválon
A 2015. évi nyári európai ifjúsági olimpiai fesztiválon az úszás női 200 méteres mellúszás versenyeit július 31.-én rendezték a Tbilisziben.

## Rekordok
A versenyt megelőzően a következő rekordok voltak érvényben:
| EYOF rekord | Carlotta Toni (Olaszország) | 2:30,22 | Tampere, Finnország | 2009. |

## Előfutamok
Az összesített eredmények alapján a legjobb időeredménnyel rendelkező 8 úszó jutott a döntőbe. A döntőben egy nemzet csak egy versenyzővel képviseltethette magát.
| H  | Név                    | Nemzet              | E       | Mj |
| -- | ---------------------- | ------------------- | ------- | -- |
| 1  | Anna Fehlinger         | Németország         | 2:36.64 | Q  |
| 2  | Hannah Brunzell        | Svédország          | 2:37.08 | Q  |
| 3  | Vanessa Cavagnoli      | Olaszország         | 2:38.62 | Q  |
| 4  | Marianna Bobrova       | Oroszország         | 2:39.15 | Q  |
| 5  | Labán Eszter           | Magyarország        | 2:39.18 | Q  |
| 6  | Nikoletta Pavlopoulou  | Görögország         | 2:39.27 | Q  |
| 7  | Miroslava Zaborska     | Szlovákia           | 2:39.56 | Q  |
| 8  | Niamh Coyne            | Írország            | 2:39.70 | Q  |
| 9  | Gabija Zavackyte       | Litvánia            | 2:39.71 | T1 |
| 10 | Melike Sertler         | Törökország         | 2:39.72 | T2 |
| 11 | Andrea Todorovic       | Szerbia             | 2:40.19 |    |
| 12 | Tina Celik             | Szlovénia           | 2:40.28 |    |
| 13 | Elena Onieva Henrich   | Svájc               | 2:41.80 |    |
| 14 | Agnieszka Rutkowska    | Lengyelország       | 2:42.4  |    |
| 15 | Michaela Gogelova      | Csehország          | 2:43.13 |    |
| 16 | Marta Borrella Garcia  | Spanyolország       | 2:43.21 |    |
| 17 | Anastasiya Vaskevich   | Fehéroroszország    | 2:43.26 |    |
| 18 | Rusudan Goginashvili   | Grúzia              | 2:43.43 |    |
| 19 | Kotryna Teterevkova    | Litvánia            | 2:43.46 |    |
| 20 | Victoria Ziebart       | Ausztria            | 2:43.80 |    |
| 21 | Katie Ann Robertson    | Egyesült Királyság  | 2:43.90 |    |
| 22 | Marika Hudcova         | Csehország          | 2:44.01 |    |
| 23 | Petja Hribar           | Szlovénia           | 2:44.15 |    |
| 24 | Emma Moloney           | Írország            | 2:44.18 |    |
| 25 | Maria Claudia Gadea    | Románia             | 2:44.62 |    |
| 26 | Emilia Flyckt          | Finnország          | 2:44.65 |    |
| 27 | Annalea Claire Davison | Egyesült Királyság  | 2:45.22 |    |
| 28 | Claire Verkijk         | Hollandia           | 2:45.60 |    |
| 29 | Marianne Emi Mueller   | Svájc               | 2:45.90 |    |
| 30 | Anastasiia Krasina     | Ukrajna             | 2:46.04 |    |
| 31 | Nicol Berkovich        | Izrael              | 2:49.92 |    |
| 32 | Emina Pasukan          | Bosznia-Hercegovina | 2:51.14 |    |
| 33 | Aino Ruottu            | Finnország          | 2:52.98 |    |
| 34 | Claudia Verdino        | Monaco              | 2:56.30 |    |

## Döntő
| H     | Név                   | Nemzet       | E       | Mj |
| ----- | --------------------- | ------------ | ------- | -- |
| Arany | Anna Fehlinger        | Németország  | 2:33.48 |    |
| Ezüst | Hannah Brunzell       | Svédország   | 2:34.47 |    |
| Bronz | Vanessa Cavagnoli     | Olaszország  | 2:36.34 |    |
| 4     | Labán Eszter          | Magyarország | 2:36.90 |    |
| 5     | Marianna Bobrova      | Oroszország  | 2:37.54 |    |
| 6     | Niamh Coyne           | Írország     | 2:37.83 |    |
| 7     | Nikoletta Pavlopoulou | Görögország  | 2:40.41 |    |
| 8     | Miroslava Zaborska    | Szlovákia    | 2:41.59 |    |